# Ministerio de Construcción (Israel)
El Ministerio de Construcción de Israel (en hebreo: מִשְׂרַד הַבִּנּוּי, transliteración: Misrad HaBinui) es un ministerio en el gabinete israelí. Fue creado en 1961. Hasta 1977, era conocido como Ministerio de Vivienda, y entre 1977 y 2014 como Ministerio de Vivienda y Construcción (en hebreo: מִשְׂרַד הַבִּנּוּי וְהַשִׁכּוּן, transliteración: Misrad HaBinui VeHaShikhun). El sector de construcción fue anteriormente parte del Ministerio del Trabajo y de la Construcción durante el gobierno provisional, entre 1948 y 1949. El actual ministro es Yoav Galant, de Kulanu.
Ha habido un viceministro en varias ocasiones.
Desde 1967, el Ministerio de Vivienda (como se le conocía entonces) asumió una importancia política en el contexto de las relaciones de Israel con los palestinos, ya que este ministerio fue responsable de los proyectos de construcción de los asentamientos israelíes en el área de Judea y Samaria. La identidad política del ministro a cargo, y las decisiones ministeriales sobre la construcción, podría impactar la política general del Gobierno.

## Lista de los ministros de la Construcción
| #  | Ministro             | Partido                    | Inicio                  | Final                   | Notas                                                |
| -- | -------------------- | -------------------------- | ----------------------- | ----------------------- | ---------------------------------------------------- |
| 1  | Giora Yoseftal       | Mapai                      | 2 de noviembre de 1961  | 23 de agosto de 1962    | Falleció en el cargo                                 |
| 2  | Yosef Almogi         | Mapai                      | 30 de octubre de 1962   | 23 de mayo de 1965      |                                                      |
| 3  | Levi Eshkol          | Mapai                      | 31 de mayo de 1965      | 12 de enero de 1966     | Sirviendo como primer ministro                       |
| 4  | Mordechai Bentov     | Independiente              | 12 de enero de 1966     | 15 de diciembre de 1969 | Miembro del Mapam                                    |
| 5  | Ze'ev Sherf          | Alineamiento               | 15 de diciembre de 1969 | 10 de marzo de 1974     |                                                      |
| 6  | Yehoshua Rabinovitz  | Independiente              | 10 de marzo de 1974     | 3 de junio de 1974      | Miembro de Alineamiento                              |
| 7  | Avraham Ofer         | Alineamiento               | 3 de junio de 1974      | 3 de enero de 1977      | Falleció en el cargo                                 |
| 8  | Shlomo Rosen         | Independiente              | 16 de enero de 1977     | 20 de junio de 1977     | Miembro del Mapam                                    |
| 9  | Gideon Patt          | Likud                      | 20 de junio de 1977     | 15 de enero de 1979     |                                                      |
| 10 | David Levy           | Likud                      | 15 de enero de 1979     | 11 de junio de 1990     |                                                      |
| 11 | Ariel Sharon         | Likud                      | 11 de junio de 1990     | 13 de julio de 1992     |                                                      |
| 12 | Binyamin Ben-Eliezer | Laborista                  | 13 de julio de 1992     | 18 de junio de 1996     |                                                      |
| 13 | Benjamin Netanyahu   | Likud                      | 18 de junio de 1996     | 6 de julio de 1999      | Sirviendo como primer ministro                       |
| 14 | Yitzhak Levy         | Partido Nacional Religioso | 6 de julio de 1999      | 12 de julio de 2000     |                                                      |
| –  | Binyamin Ben-Eliezer | Un Israel                  | 11 de octubre de 2000   | 7 de marzo de 2001      |                                                      |
| 15 | Natan Sharansky      | Yisrael BaAliyah           | 7 de marzo de 2001      | 28 de febrero de 2003   |                                                      |
| 16 | Effi Eitam           | Partido Nacional Religioso | 3 de marzo de 2003      | 10 de junio de 2004     |                                                      |
| 17 | Tzipi Livni          | Likud                      | 4 de julio de 2004      | 10 de enero de 2005     | Actuando como ministro hasta el 31 de agosto de 2004 |
| 18 | Isaac Herzog         | Laborista                  | 10 de enero de 2005     | 23 de noviembre de 2005 |                                                      |
| 19 | Ze'ev Boim           | Kadima                     | 18 de enero de 2006     | 4 de mayo de 2006       |                                                      |
| 20 | Meir Sheetrit        | Kadima                     | 4 de mayo de 2006       | 4 de julio de 2007      |                                                      |
| –  | Ze'ev Boim           | Kadima                     | 4 de julio de 2007      | 31 de marzo de 2009     |                                                      |
| 21 | Ariel Atias          | Shas                       | 31 de marzo de 2009     | 18 de marzo de 2013     |                                                      |
| 22 | Uri Ariel            | La Casa Judía              | 18 de marzo de 2013     | 14 de mayo de 2015      |                                                      |
| 22 | Yoav Galant          | Kulanu                     | 14 de mayo de 2015      | En el cargo             |                                                      |

### Viceministros
| # | Viceministro     | Partido         | Inicio                | Final                    |
| - | ---------------- | --------------- | --------------------- | ------------------------ |
| 1 | Moshe Katsav     | Likud           | 10 de octubre de 1983 | 13 de septiembre de 1984 |
| 2 | Avraham Ravitz   | Degel HaTorah   | 25 de junio de 1990   | 13 de julio de 1992      |
| 3 | Aryeh Gamliel    | Shas            | 29 de julio de 1992   | 9 de septiembre de 1993  |
| 4 | Ran Cohen        | Meretz          | 4 de agosto de 1992   | 31 de diciembre de 1992  |
| 5 | Eli Ben-Menachem | Laborista       | 8 de abril de 1993    | 18 de junio de 1996      |
| 6 | Alex Goldfarb    | Yiud, Atid      | 2 de enero de 1995    | 18 de junio de 1996      |
| 7 | Meir Porush      | Yahadut Hatorah | 24 de junio de 1996   | 6 de julio de 1999       |
| – | Meir Porush      | Yahadut Hatorah | 4 de junio de 2001    | 28 de febrero de 2003    |
| – | Eli Ben-Menachem | Laborista       | 11 de enero de 2005   | 23 de noviembre de 2005  |